# Golpe de Estado en Siria de 1966
El golpe de Estado sirio de 1966 tuvo lugar entre el 1 y 23 de febrero de ese año y acabó con el derrocamiento del Gobierno de la República Árabe Siria en el país. La jefatura nacional del Partido Baaz Árabe Socialista fue apartada del poder por la unión del comité militar del partido y la jefatura regional, alianza que encabezó Salah Jadid.
El golpe se desencadenó por la disputa por el poder entre la vieja guardia del partido, representada por Michel Aflaq, Salah Bitar, y Munif al-Razzaz, y las fracciones más jóvenes que sostenían una posición neobaazista. El 21 de febrero, seguidores de la vieja guardia en el Ejército ordenaron el traslado de sus rivales. Dos días más tarde, el comité militar, que respaldaba a las fracciones más jóvenes, realizó un golpe durante el que se libraron combates en Alepo, Damasco, Deir ez-Zor, y Latakia. A raíz del golpe, los fundadores del partido abandonaron el país y pasaron el resto de sus vidas en el exilio.
El gobierno de Jadid fue el más radical de la historia siria. El golpe determinó la ruptura entre las agrupaciones regionales siria e iraquí del Partido Baaz y también entre sus direcciones nacionales, lo que suscitó a su vez que muchos de los baasistas veteranos de Siria pasasen a Irak. Como consecuencia del golpe, durante el gobierno de Jadid, Siria emprendió una campaña de propaganda contra los baasistas iraquíes. El Gobierno de Jadid fue derrocado por el Movimiento Correctivo en 1970, que entregó el poder a Háfez al-Ásad.

## Antecedentes

### Consolidación de poder
Después de tomar poder en el golpe de Estado de 1963, llamado oficialmente Revolución del 8 de Marzo, se desató una disputa por el poder entre los nasseristas del Consejo Nacional de la Dirección Revolucionaria y el Partido Baaz. Los primeros trataban de restablecer la República Árabe Unida —la anterior federación de Egipto y Siria que había existido entre 1958 y 1961— según los planes de Gamal Abdel Nasser; los baasistas, por su parte, eran escépticos sobre la conveniencia de establecer una nueva unión con Nasser, y preferían una federación laxa que permitiese al partido gobernar Siria sin intromisiones. Los nasseristas organizaron grandes manifestaciones callejeras en favor de la unión. El Partido Baaz tardó en reaccionar, ya que la mayoría de los nacionalistas árabes sirios no erab seguidores del baasismo, sino del nasserismo y de Nasser en general.
En vez de tratar de ganarse las simpatías de la población, los baasistas se centraron en estrechar el control del Ejército sirio. Se purgó a varios centenares de nasseristas y conservadores, y los mandos principales quedaron copados por baasistas. La mayoría de los nuevos oficiales baasistas provenían del campo o de las clases más desfavorecidas. Estos sustituyeron al anterior cuerpo de oficiales, formado principalmente por elementos de las clases medias y altas suníes de las ciudades; el nuevo cuerpo de oficiales de origen rural se organizó en grupos de familiares en torno a los oficiales más carismáticos. Este cambio debilitó el anterior dominio suní de las Fuerzas Armadas.
El coste de sofocar las protestas fue la pérdida de legitimidad, y el surgimiento de Amin al-Hafiz,  el primer caudillo militar baasista. La casta tradicional constituida por las clases altas, que había perdido el poder por la acción de los baasistas, se sintió amenazada además por las medidas socialistas de estos. Por su parte, la Hermandad Musulmana de Siria, tradicional rival de la agrupación regional siria, se sentía acosada por la naturaleza secular del partido. Asimismo, Akram al-Hawrani y sus seguidores y el Partido Comunista Sirio rechazaban el sistema de partido único que estaba implantando el Baaz.
La mayoría de los musulmanes suníes eran nacionalistas árabes, pero no baasistas, por lo que quedaron descontentos. El partido estaba dominado principalmente por las minorías: alauitas, drusos e islailíes, y gentes del campo en general; esto creó un conflicto urbano-rural que se basaba fundamentalmente en diferencias culturales. El poder del Partido Baaz estaba amenazado por el sentimiento urbano hostil al partido: así, la razón más probable por la que los baasistas lograron conservar el poder fue la fragmentación y desorganización de la oposición.

### Conflicto con los aflaquistas
La unidad interna se había quebrado tras el golpe de 1963: Michel Aflaq, Salah Bitar y sus seguidores quisieron poner en práctica el programa clásico baasista, que incluía la unión laxa con el Egipto de Nasser, un socialismo moderado, y una dictadura de partido único que, sin embargo, respetase los derechos individuales, incluidas la libertad de expresión y de pensamiento. Pero los aflaquistas pronto perdieron influencia: en el VI Congreso Nacional del Partido Baaz, el comité militar y sus partidarios establecieron un nuevo modelo de baasismo, muy influenciado por el marxismo-leninismo. Este hacía hincapié en la necesidad de llevar a cabo la «revolución en un país» en vez de dedicarse a alcanzar la unidad del mundo árabe. Además, el congreso del partido aprobó una moción en favor de la realización de la revolución socialista en Siria. Según esta variante de socialismo, la economía quedaría sometida a la planificación estatal y sus partes cruciales y el comercio exterior serían nacionalizados. Los delegados creían que estas medidas acabarían con la explotación laboral, que el capitalismo desaparecería, y que en el campo sus planes entregarían la tierra a los que la trabajaban. Aun así, la iniciativa privada todavía existiría en el comercio minorista, la construcción, el turismo y en la pequeña industria en general. Estos cambios y otros transformaron el Partido Baaz en una formación leninista.
Tras los disturbios de Hama de 1964, que también tuvieron lugar en otras ciudades, los radicales perdieron fuerza y la recuperaron brevemente los aflaquistas. Bitar formó un nuevo Gobierno que detuvo el proceso de nacionalizaciones y reforzó el respeto a los derechos civiles y a la propiedad privada. Aun así, estos cambios de política no obtuvieron el favor suficiente entre la población, que siguió oponiéndose mayoritariamente al gobierno baasista. Las clases altas continuaron retirando sus inversiones y sacando su capital del país clandestinamente: el único remedio aparente a esta tendencia parecía la reanudación de las nacionalizaciones. La corriente izquierdista del partido sostenía que nunca se obtendría el respaldo de la burguesía salvo que se le devolviese el control total de la economía, que ya había detentado anteriormente. Esta disputa por el poder entre los aflaquistas moderados, que dominaban la dirección nacional del Partido Baaz, y los radicales que controlaban la dirección regional siria del partido, fue la que originó el golpe de Estado de 1966.

## Disputa por el poder
Antes del aplastamiento de los disturbios de 1964, estalló una lucha por el poder en el seno del comité militar entre el ministro de Defensa, Muhammad Umran, y Salah Jadid. Umran, el miembro principal del comité, deseaba reconciliarse con los manifestantes y poner fin al enfrentamiento con la clase media, mientras que Jadid creía que la solución para salvar la Revolución del 8 de Marzo era el empleo de la coacción y la represión de los manifestantes. Esta fue la primera desavenencia que surgió en el comité militar, que resultó luego decisiva. Con el beneplácito de Háfez al-Ásad, el comité militar desató un violento ataque contra los manifestantes. Esta decisión causó la caída de Umran. Este reaccionó revelando el plan del comité militar para hacerse con el control del partido a la dirección nacional. Cuando Aflaq, el secretario general de esta, recibió esta información ordenó la disolución de la dirección regional siria. Pero tuvo que rescindir la orden por la vehemente protesta de los militantes del partido. Cuando un veterano baasista le preguntó con sorna de qué influencia gozaba aún el partido en el gobierno, Aflaq le respondió que «aproximadamente una milésima del uno por ciento». Las revelaciones de Umran a la dirección nacional determinaron que partiese al exilio y, dada la impotencia de la dirección nacional, el comité militar, mediante su control de la dirección regional siria, emprendió el ataque a la burguesía y puso en marcha un plan de nacionalizaciones que extendió el control del Estado a las plantas de generación de electricidad, a la distribución de petróleo, al proceso de desmotar el algodón, y en torno al setenta por ciento del comercio exterior.
Tras la caída de Umran, continuó la disputa por el control del partido entre la dirección nacional y el comité militar. Aunque la dirección invocó el reglamento del partido para oponerse al comité militar, desde el principio de la disputa fue palmario que la iniciativa la llevaba este. El motivo del éxito del comité militar fue su alianza con los regionalistas, un grupo de agrupaciones que habían desobedecido la orden de Aflaq de 1958 de disolver la agrupación regional siria. Los regionalistas detestaban a Aflaq y se oponían a que se mantuviese al frente del partido. Assad los llamó las «verdaderas células del partido».
La lucha por el poder entre el comité militar y los regionalistas por un lado y la dirección nacional por el otro se disputó en el seno del partido. Los primeros lograron revertir la situación en este. En el II Congreso Regional (celebrado en marzo de 1965) se aprobó que el secretario regional de la dirección fuese jefe del Estado y que la dirección regional designase al primer ministro, al gabinete, al jefe del Estado Mayor y a los principales jefes militares. Este cambio redujo los poderes de la dirección nacional, que a partir de entonces tuvo escasa influencia en los asuntos internos sirios. En el VIII Congreso Nacional (abril de 1965) Aflaq había planeado atacar al comité militar y a los regionalistas, pero compañeros de la dirección nacional le convencieron para desistir, entre ellos el libanés, Jibran Majdalani, y el saudí, Ali Ghannam, porque temían que pudiese desencadenar el apartamiento de la dirección civil del partido, como había ocurrido en la agrupación regional iraquí. Debido a esta decisión, Aflaq perdió la Secretaría General y la obtuvo Munif al-Razzaz. Al-Razzaz era un jordano nacido en Siria que no estaba suficientemente avezado en los entresijos del partido como para resolver la crisis, aunque durante su mandato hubo varias reuniones entre las direcciones nacional y regional. Poco después de que Aflaq perdiese su cargo, Hafiz, el secretario de la dirección regional, pasó a apoyar a dirección nacional. Aunque este era de iure el principal dirigente de Siria (era secretario de la dirección regional, presidente del Consejo Presidencial, primer ministro y comandante en jefe de las Fuerzas Armadas), en realidad era su vicesecretario, Jadid, el que detentaba el poder.

## El golpe
En noviembre de 1965, la dirección nacional emitió una resolución en la que prohibía a la regional traslados o expulsiones de oficiales sin su consentimiento. Al enterarse de la resolución, Jadid se rebeló inmediatamente, y ordenó al coronel Mustafa Tlas que arrestase al jefe de la guarnición de Homs y a su lugarteniente, los dos fieles a la dirección nacional. Al-Razzaz reaccionó convocando una sesión urgente de la dirección nacional, en la que se decretó la disolución de la dirección regional se que nombró a Bitar primer ministro. Hafiz pasó a presidir un nuevo Consejo Presidencial con Shibli al-Aysami como ayudante. Umran volvió del exilio, recuperó la cartera de Defensa y fue nombrado nuevamente comandante en jefe de las Fuerzas Armadas; Mansur al-Atrash obtuvo la presidencia del nuevo Consejo Nacional Revolucionario. Jadid y sus seguidores se enfrentaron a la dirección nacional. Assad, que no tenía ninguna simpatía por los aflaquistas, rehusó emplear la fuerza. Ante el inminente golpe, Assad, Naji Jamil, Husayn Mulhim y Yusuf Sayigh partieron a Londres.
El golpe empezó el 21 de febrero de 1966 cuando Umran trató, como ministro de Defensa, de ordenar el traslado de tres importantes partidarios de Jadid; el general de división Suwaydani, el coronel Izzad Jadid y el mayor Salim Hatum. El comité militar reaccionó al día siguiente, pero antes empleó una treta que confundió  a la dirección nacional. Esta consistió en que Abd al-Ghani Ibrahim, el jefe alauí del frente israelí, informó al cuartel general de que había acaecido una disputa entre oficiales en la que se habían utilizado armas de fuego. Umran, al-Hafiz y el jefe del Estado Mayor se apresuraron a marchar a los altos del Golán  para tratar con los oficiales del sector; cuando regresaron a las tres de la madrugada del 23 de febrero, estaban agotados. Dos horas más tarde, a las cinco, Jadid puso en marcha el golpe. Poco después se atacó la residencia de al-Hafiz, asalto que dirigieron Salim Hatum y Rifaat al-Assad y en que participó un escuadrón de tanques que mandaba Izzad Jadid. A pesar de la denodada defensa, las fuerzas de Hafiz se rindieron cuando se les acabó la munición; la hija de Hafiz perdió un ojo en los combates. El jefe de la guardia de al-Hafiz, Mahmud Musa, se salvó de que lo asesinase Izzad Jadid y Hatum lo sacó del país. Hubo resistencia al golpe fuera de Damasco. En Hama, Tlass tuvo que enviar fuerzas de Homs para sofocar la revuelta, mientras que en Alepo los partidarios de Aflaq se apoderaron brevemente de la estación radiofónica y también hubo cierta resistencia en Latakia y Deir ez-Zor. Después de que estos focos fuesen sofocados, casi cesó toda resistencia: al-Razzaz fue único el miembro de la dirección nacional que organizó cierta oposición tras las derrotas militares, emitiendo declaraciones contra el Gobierno desde sus diferentes escondrijos.

## Consecuencias

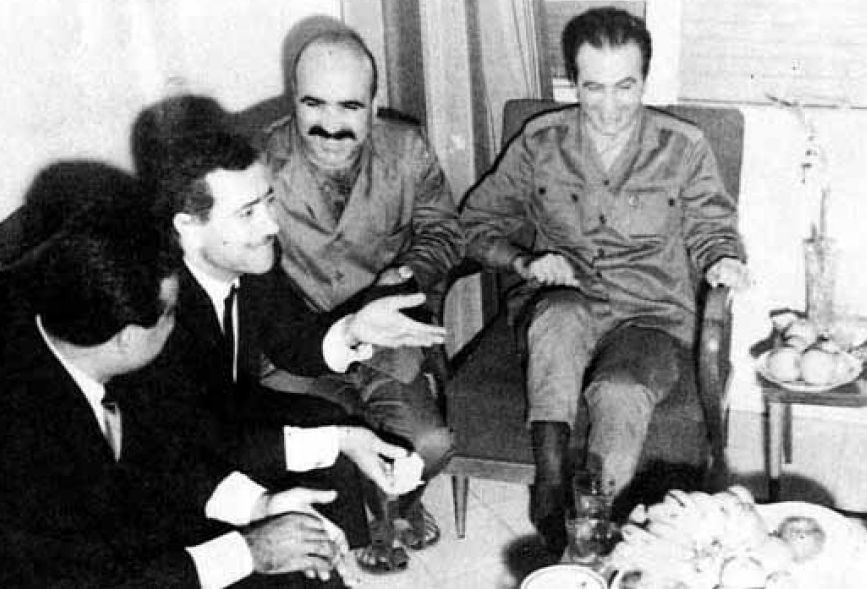
De izquierda a derecha: el ministro del Interior, Muhammad Rabah al-Tawil; el jefe del Estado Mayor, Mustafa Tlass; el comandante del frente del Golán, Ahmad al-Meer; y Salah Jadid.

### Consolidación de poder
Inmediatamente concluido el golpe, se purgó a los oficiales aflaquistas y a los partidarios de Umran; se los envió a la cárcel de Mezze, donde ya se encontraba Umran. Una de las primeras decisiones del nuevo Gobierno de Jadid fue nombrar a Assad ministro de Defensa. Este, empero, no apoyaba a los golpistas y comunicó a Mansur al-Atrash, Jubran Majdalani y a otros aflaquistas que no aprobaba las acciones de Jadid. Más tarde, en una entrevista en Le Monde, Assad afirmó que lamentaba la intervención de los militares, ya que el Partido Baaz era democrático y las disputas internas debían haberse resuelto por medios democráticos. En todo caso, Assad sostenía que la acción había resultado necesaria ya que había servido para poner fin a lo que calificó de dictadura de la dirección nacional.
El gobierno de Jadid se ha calificado como el más radical de la historia de Siria. Puso en marcha medidas radicales tanto en política interior como exterior y trató de reformar completamente la sociedad. Aunque Assad y Jadid coincidían ideológicamente, disentían en la forma en que debían alcanzar sus metas. El comité militar, que había sido el órgano principal de toma de decisiones de los oficiales entre 1963 y 1966, perdió su papel central durante el mandato de Jadid ya que había servido para cumplir el objetivo deseado: derrotar a los aflaquistas. Si bien Jadid nunca fungió ni como primer ministro ni como presidente, gobernó en la práctica el país con su cargo de vicesecretario de la dirección regional entre 1966 y 1970. Hasta el golpe de 1966, Jadid había controlado las Fuerzas Armadas sirias como jefe de la Agencia de Asuntos de la Oficialidad, pero desde ese momento se tuvo que dedicar a la gestión gubernamental y dejar los asuntos militares en manos de Assad. Esto resultó ser una equivocación, y permitió el derrocamiento de Jadid en la Revolución Correctiva de 1970.
Jadid nombró presidente, secretario de la jefatura regional y secretario general de la nacional a Nureddin al-Atassi; primer ministro a Yusuf Zu'ayyin; y ministro de Asuntos Exteriores a Ibrahim Makhus. Otros nombramientos destacados fueron los de Ahmad al-Suwaydani, jefe del espionaje militar que obtuvo la jefatura del Estado mayor; el del coronel Muhammad Rabah al-Tawil, nuevo ministro de Trabajo y jefe de las nuevas Fuerzas Populares de Resistencia; y el de coronel Abd al-Karim al-Jundi, uno de los fundadores del comité militar, que recibió primero la cartera de Reforma Agracia y luego la del Interior.

### Neobaasismo
Algunos autores afirman, y entre ellos descuella Avraham Ben-Tzur, que la ideología baasista aplicada en el país tras el golpe debería en realidad llamarse neobaasismo, ya que difería completamente de la propugnada por Aflaq, Bitar y los aflaquistas en general. Munif al-Razzaz coincidió con este análisis de la situación y declaró que, de 1961 en adelante, existieron dos partidos baasistas, el militar y el civil, y que el poder lo detentó el primero. Según él, el partido militar era simplemente una camarilla militar con algunos seguidores civiles que empleaba el nombre del partido únicamente por conveniencia. Afirmaba asimismo que, desde que algunos oficiales descontentos fundasen el comité militar en El Cairo en 1959, los acontecimientos y la corrupción total del baasismo habían seguido una secuencia lógica inexorable. Bitar opinaba de igual manera y declaró que el golpe de 1966 había puesto fin a la política baasista en Siria. Por su parte, Aflaq compartía la misma sensación e indicó que ya no reconocía a su antiguo partido en la nueva formación.

### La ruptura

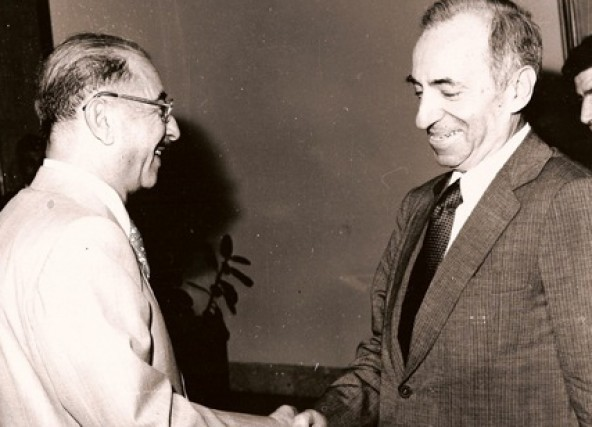
El golpe de 1966 originó la escisión del Partido Baaz: entre 1968 y 2003, existieron dos direcciones nacionales. En la imagen, Ahmed Hassan al-Bakr y Michel Aflaq.

La expulsión de Aflaq, Bitar, y la dirección nacional supuso el mayor cisma en la historia del movimiento baasista. En las anteriores y numerosas escisiones del partido, Aflaq y Bitar siempre habían resultado vencedores en las disputas que las habían causado, y habían mantenido la dirección de la formación, pero el golpe de 1966 entregó el poder a una generación nueva de dirigentes cuyos objetivos diferían de los de sus predecesores. Aunque Aflaq y Bitar todavía contaban con seguidores tanto en Siria como en las organizaciones regionales no sirias, su acción se vio entorpecida por la falta de financiación, ya que habían dependido de la proporcionada por la dirección siria desde 1963. Por su parte, pese a que Jadid y sus seguidores disponían entonces de los recursos estatales sirios y podían fundar nuevas agrupaciones del partido o tratar de coaccionar a las favorables a Aflaq, la mayoría de estas simplemente se adhirieron a la dirección de Bagdad para evitar someterse a Jadid. Ese mismo año de 1966, se celebró el primer congreso nacional del partido sin Aflaq en la dirección, el noveno, del que surgió una nueva dirección nacional. Tanto esta como la dirección regional siria impusieron una importante transformación de las metas del partido: si los aflaquistas creían en la existencia de un único partido para todo el mundo árabe y en la unión de los territorios de población árabe, los nuevos dirigentes sirios descartaron estos objetivos por irrealizables. Tras el golpe, la dirección nacional se sometió en todo a la regional siria, y dejó de desempeñar papel alguno tanto en la política siria como en la árabe en general.
Tras el exilio de la dirección nacional, algunos de sus miembros, entre ellos Hafiz, convocaron un noveno congreso rival al celebrado por los nuevos dirigentes sirios, que eligió una dirección nacional en la que Aflaq, que no asistió al congreso, fungiría de secretario general. Para algunos como Bitar y al-Razzaz, el exilio de Siria resultó insufrible y abandonaron el partido. Aflaq se mudó a Brasil, donde residió hasta 1968.

#### Relaciones entre partidos

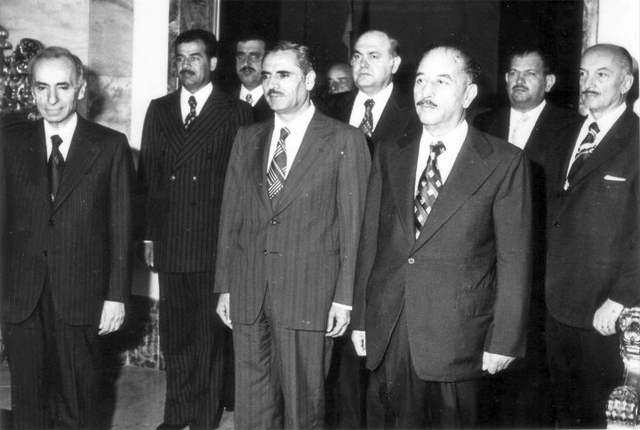
Miembros de la dirección nacional del Partido Socialista Árabe Baaz, dominada por los iraquíes; de izquierda a derecha: el secretario general Michel Aflaq, el vicepresidente de Iraq Saddam Hussein (al fondo), el vicesecretario general Shibli al-Aysami y el presidente de Irak Bakr, entre otros.

Cuándo la dirección nacional fue apartada del poder en 1966, la agrupación regional iraquí se mantuvo fiel, al menos de palabra, a la «dirección legítima» encabezada por Aflaq. Sin embargo, cuando la agrupación regional iraquí recuperó el poder en 1968 en la Revolución del 17 de julio, no realizó intento alguno de conseguir el objetivo proclamado de la unidad árabe, o de reconciliación con el Baaz sirio. Después de la toma del poder en Irak, muchos miembros del Baaz sirio se pasaron al partido iraquí, y muy pocos de los iraquíes engrosaron las filas de la formación siria. La razón de este cambio de lealtades fue que los que abandonaban a la dirección damascena eran partidarios de la vieja dirección nacional aflaquista. Varios veteranos del partido sirio, como Bitar, Hafiz, Shibli al-Aysami y Elias Farah, visitaron Irak o felicitaron a Ahmed Hasan al-Bakr, el secretario regional de la dirección regional iraquí. Aflaq no visitó Irak hasta 1969; desde finales de 1970, fue un importante miembro del Baaz iraqí, si bien nunca gozó de poder de decisión en él.
Desde el principio, el Gobierno de Damasco emprendió una campaña de propaganda contra el Baaz iraquí, a la que sus correligionarios iraquíes replicaron con la suya propia. Aun así, el Baaz iraquí ayudó a Assad, que en el IV Congreso Regional de la agrupación siria abogó por la reunificación del Baaz, en su intento de hacerse con el poder y derrocar a Jadid. Se afirmó que Assad había prometido a los iraquíes que reconocería la importancia de Aflaq en la historia del movimiento. El ministro de Asuntos Exteriores iraquí Abd al-Karim al-Shaykli tenía tuvo incluso un despacho propio en el Ministerio de Defensa sirio, que dirigía Assad. Aun así, la agrupación regional iraquí sostenía una posición nacionalista iraquí, pese a proclamar su defensa del nacionalismo árabe.
La dirección regional siria empezó tachar a Aflaq de «ladrón». Lo acusó de haber robado la ideología baasista a Zaki al-Arsuzi y haberla presentado como propia; Assad ensalzó a este como el fundador principal del pensamiento baasista. La dirección regional iraquí, por el contrario, seguía reconociendo a Aflaq como el fundador de baasismo. Assad describió a Arsuzi como el «sirio más grande de su tiempo» y le atribuyó haber sido el «primero en concebir el baasismo como movimiento político». El Gobierno de Assad condenó a muerte a Aflaq in absentia en 1971. Poco después del golpe de 1966, la dirección regional siria erigió una estatua en honor a Arsuzi. No obstante, la mayoría de los baasistas fuera de Siria seguían considerando a Aflaq, y no a Arsuzi, el fundador principal del movimiento.
Cuando la agrupación regional iraquí se hizo con el poder en el país, la siria prohibió que se publicase que una organización baasista dominaba el país vecino. Se indicó que Bakr había obtenido la Presidencia, pero se omitió que pertenecía al partido; la toma del poder se presentó como un mero golpe de Estado militar. El Baaz sirio negó toda legitimidad al iraquí, aunque este se mostró más conciliador con aquel. Bakr, por ejemplo, afirmó poco después de alzarse con el poder que tanto ellos como los sirios eran baasistas. El ministro de Asuntos Exteriores, Shaykli, declaró que ya no había obstáculos que impidiesen la colaboración entre los dos países. Sin embargo, la campaña contra los iraquíes no cesó, sino que se agudizó, tendencia que coincidió con el aumento del poder de Assad tanto en el partido como en el Estado. Cuando Assad derrocó a Jadid en el Movimiento Correctivo de 1970, la situación no cambió: el primer comunicado publicado por las direcciones nacional y regional sirias tachaba al Baaz iraquí de «camarilla derechista».